# 59-та Премія мистецтв Пексан
59-та Церемонія Премії мистецтв Пексан (кор. 제59회 백상예술대상) — відбулася в Інчхоні (Інчхонське райське місто) 28 квітня 2023 року. У Південній Кореї премія транслювалася на телеканалі jTBC, а глобально — у TikTok. Ведучими були Сін Тон Йоп, Пе Сюзі та Пак Бо Гом.

## Номінанти
Повний список номінантів та переможців. Переможці виділені жирним шрифтом та подвійним хрестиком ().

### Кіно
| Тесан (Велика нагорода) - «Рішення розлучитися» (фільм) - Пак Чхан Ук (режисер) — «Рішення розлучитися» | Найкращий фільм - «Нічна сова» - «Наступна Со Хі» - «Хансан: Висхідний дракон» - «Полювання» - «Рішення розлучитися» |
| Найкраща режисерська робота - Пак Чхан Ук — «Рішення розлучитися» - Кім Хан Мін — «Хансан: Висхідний дракон» - Ан Тхе Джін — «Нічна сова» - Лі Чон Че — «Полювання» - Чон Чу Рі — «Наступна Сохі» | Найкращий режисерський дебют - Ан Тхе Джін — «Нічна сова» - Кім Се Ін — «Квартира з двома жінками» - Пак І Ун — «Дівчина на бульдозері» - Лі Сан Йон — «Кримінальне місто 2» - Лі Чон Че — «Полювання»                                                                                            |
| Найкраща чоловіча роль - Рю Чун Йоль — «Нічна сова» як Чхон Кьон Су - Ма Дон Сок — «Кримінальне місто 2» як Ма Сок До - Пак Хе Іль — «Рішення розлучитися» як Хе Джун - Сон Кан Хо — «Брокер» як Сан Хьон - Чон У Сон — «Полювання» як Кім Чон До                                                           | Найкраща жіноча роль - Тан Вей — «Рішення розлучитися» як Сон Со Ре - Пе Ду На — «Наступна Со Хі» - Ян Маль Бок — «Квартира з двома жінками» як Су Ґьон - Йом Чон А — «Життя прекрасне» як О Се Йон - Чон То Йон — «Бок Сун має померти» як Кіль Бок Сун                                          |
| Найкраща чоловіча роль другого плану - Пьон Йо Хан — «Хансан: Висхідний дракон» як Вакідзака Ясухару - Кім Кі Йон — «Переговори» як Касім/Лі Пон Хан - Кім Сон Чхоль — «Нічна сова» як Кронпринц Сохьон - Пак Чі Хван — «Кримінальне місто 2» як Чан І Су - Ім Сі Ван — «Надзвичайна декларація» як Чін Сок | Найкраща жіноча роль другого плану - Пак Се Ван — «6/45» як Йон Хі - Пе Ду На — «Брокер» як Су Джін - Ан Ин Джін — «Нічна сова» як Чо Со Йон - Йом Чон А — «Алієноїд» як Хик Соль - Лі Йон — «Бок Сун має померти» як Кім Йон Джі                                                                 |
| Найкращий акторський дебют (чоловіки) - Пак Чін Йон — «Різдвяна колядка» як Чу Іль У/Чу Воль У - Но Че Вон — «Зникла Юн» як Чон Чун Ок - Пьон У Сок — «Дівчина XX століття» як Пхун Ун Хо - Со Ін Гук — «Проєкт «Полювання на вовка»» як Пак Чон Ду - Он Сон У — «Життя прекрасне» як Чон У                 | Найкращий акторський дебют (жінки) - Кім Сі Ин — «Наступна Со Хі» як Со Хі - Ко Юн Джон — «Полювання» як Чо Ю Джон - Кім Хє Юн — «Дівчина на бульдозері» як Ку Хє Йон - Лі Чі Ин — «Брокер» як Мун Со Йон - Ха Юн Ґьон — «Донька Кьон А» як Йон Су                                                |
| Найкращий сценарій - Чон Чу Рі — «Наступна Со Хі» - Пак Кю Тхе — «6/45» - Лі Чон Че, Чо Син Хі — «Полювання» - Пак Чхан Ук, Чон Со Ґьон — «Рішення розлучитися» - Ан Тхе Джін, Хьон Кю Рі — «Нічна сова» | Технічна нагорода - Лі Мо Ґе (операторська робота) — «Полювання» - Рю Сон Хі (робота артдиректора) — «Рішення розлучитися» - Чон Сон Джін, Чон Чхоль Мін (візуальні ефекти) — «Хансан: Висхідний дракон» - Чо Йон Ук (музика) — «Рішення розлучитися» - Хон Син Чхоль (освітлення) — «Нічна сова» |

### Телебачення
| Тесан (Велика нагорода) - Пак Ин Бін (акторка) — «Надзвичайна юристка У» - «Надзвичайна юристка У» (ENA) - Лі Сон Мін — «Переродитись багатим» - Кім Ин Сук (сценаристка) — «Слава» - «Слава» (Netflix)                                                                                                 | |
| Найкращий серіал - «Слава» (Netflix) - «Щоденник моєї свободи» (JTBC) - «Наша блакить» (tvN) - «Надзвичайна юристка У» (ENA) - «Малі жінки» (tvN) | Найкраща режисерська робота - Ю Ін Сік — «Надзвичайна юристка У» - Кім Кю Тхе — «Наша блакить» - Кім Сок Юн — «Щоденник моєї свободи» - Кім Хі Вон — «Малі жінки» - Лі Чу Йон — «Анна» |
| Найкраща розважальна програма - «Шоу Псік: 3 сезон» (YouTube) - «Земляна аркада» (tvN) - «Найкраща форма: Зіткнення сотні» (Netflix) - «Обмін коханням: 2 сезон» (TVING) - «Суботнього вечора в прямому ефірі: Корея: 3 сезон» (Coupang Play)                                                           | Найкраща освітня програма - «Дорослий Кім Чан Ха» (MBC Gyeongnam) - «Штаб-квартира національних розслідувань» (Wavve) - «В ім'я Бога: Віра й віроломство» (Netflix) - «Ваші навички грамотності» (EBS) - «Прихована Земля: 3 мільярдів років на корейському півострові» (KBS)                        |
| Найкраща чоловіча роль - Лі Сон Мін — «Переродитись багатим» як Чін Ян Чхоль - Сон Сок Ґу — «Щоденник моєї свободи» як Ку Ча Ґьон - Лі Бьон Хон — «Наша блакить» як Лі Тон Сок - Чон Кьон Хо — «Експрес-курс із романтики» як Чхве Чхі Йоль - Чхве Мін Сік — «Велика ставка» як Чха Му Сік              | Найкраща жіноча роль - Сон Хє Кьо — «Слава» як Мун Тон Ин - Кім Чі Вон — «Щоденник моєї свободи» як Йом Мі Джон - Кім Хє Су — «Під парасолькою королеви» як королева Ім Хва Рьон - Пак Ин Бін — «Надзвичайна юристка У» як У Йон У - Пе Сюзі — «Анна» як Лі Ю Мі/Лі Анна                             |
| Найкраща чоловіча роль другого плану - Чо У Джін — «Наркосвяті» як Пьон Кі Тхе - Кан Кі Йон — «Надзвичайна юристка У» як Чон Мьон Сок - Кім То Хьон — «Переродитись багатим» як Чхве Чхан Дже - Кім Чун Хан — «Анна» як Чхве Чі Хун - Пак Сон Хун — «Слава» як Чон Че Джун                              | Найкраща жіноча роль другого плану - Лім Чі Йон — «Слава» як Пак Йон Джін - Кім Сін Рок — «Переродитись багатим» як Чін Хва Йон - Йом Хє Ран — «Слава» як Кан Хьон Нам - Лі Ель — «Щоденник моєї свободи» як Йом Кі Джон - Чон Ин Чхе — «Анна» як Лі Хьон Джу                                        |
| Найкращий акторський дебют (чоловіки) - Мун Сан Мін — «Під парасолькою королеви» як великий принц Соннам/Лі Кан - Кім Кон У — «Слава» як Сон Мьон О - Кім Мін Хо — «Новий рекрут» як Рак Мін Сок - Чу Чон Хьок — «Надзвичайна юристка У» як Квон Мін У - Хон Кьон — «Слабкий герой клас 1» як О Пом Сок | Найкращий акторський дебют (жінки) - Но Юн Со — «Експрес-курс із романтики» як Нам Хе І - Кім Хіора — «Слава» як Лі Са Ра - Лі Кьон Сон — «Щоденник моєї свободи» як Квак Хє Сок - Чу Хьон Йон — «Надзвичайна юристка У» як Тон Ґи Ра Мі - Ха Юн Ґьон — «Надзвичайна юристка У» як Чхве Су Йон       |
| Найкращий учасник розважальної програми - Кім Чон Ґук - Кіан84 - Кім Кьон Ук - Чон Хьон Му - Хван Че Сон | Найкраща учасниця розважальної програми - Лі Ин Джі - Кім Мін Ґьон - Пак Се Мі - Лі Су Джі - Чу Хьон Йон |
| Найкращий сценарій - Пак Хе Йон — «Щоденник моєї свободи» - Кім Ин Сук — «Слава» - Мун Чі Вон — «Надзвичайна юристка У» - Чон Со Кьон — «Малі жінки» - Хон Чон Ин, Хон Мі Ран — «Алхімія душ» | Технічна нагорода - Рю Сон Хі (робота артдиректора) — «Малі жінки» - Но Йон Сім (музика) — «Надзвичайна юристка У» - Сон Нак Хун, Чо Чін Хьон, Хван Ін У (операторська робота) — «Inkigayo» - Хан Чін Хє (візуальні ефекти) — «Надзвичайна юристка У» - Чан Чон Ґьон (операторська робота) — «Слава» |

### Театр
| П'єса Пексан - «Ніхто не переміг» (п'єса) (Мистецький центр Тусан) - «Чон Хі Джон» (п'єса) (Театр «Кроляча нора») - «Підліток Дік» (п'єса) (Національний театр) - «DRAG x Намджансінса» [Дреґ виконано Намджансінса] (п'єса) (Конкурс «Король дреґу»)                                                                                                  | |
| Найкраща коротка п'єса - Сьогоднішній архів (театр) — «Маленький самотній монолог та завжди дружня пісня» - Пе Хє Рьоль (сценарист) — «Одного разу жила видра попеляста у місті Сеул» - Чан Хан Се (режисер) — «Світ загине ось так, без звуку „бабах“, із риданням» - Чін Джу (сценарист) — «Клас» - Хан А Рим (режисир і сценарист) — «Рай пластику» | Нагорода за акторську гру - Ха Чі Сон — «Підліток Дік» - Квон Ин Хє — «DRAG x Намджансінса» [Дреґ виконано Намджансінса] - Чхве Хо Йон — «Переведення студента» - Чхве Хі Джін — «Носче» - Ха Чі Ин — «Велкін» |

### Особливі нагороди
| Нагороди                                       | Отримувач       |
| ---------------------------------------------- | --------------- |
| Нагорода за популярність (чоловіки) від TikTok | Пак Чін Йон     |
| Нагорода за популярність (жінки) від TikTok    | Лі Чі Ин        |
| Нагорода за вплив від Gucci                    | «Наступна Сохі» |

## Виноски
1. ↑  Фраза «Донька Кьон А» використано у значенні «донька (кого?)» (наприклад, донька Віктора), а не в значенні «донька (ім'я)».